# 弗朗索瓦·C·安托万·西蒙
弗朗索瓦·C·安托万·西蒙 (法語：François C. Antoine Simon，法語發音：[fʁɑ̃swa se ɑ̃twan simɔ̃]；1843年10月10日—1923年3月10日) 是海地军人，1908年至1911年担任第18任海地总统
他出生于海地南部省莱凯，早年担任警察，后来参军，1883年，利西于·萨洛蒙总统任命他为南部军区指挥官，1897年蒂雷济阿·西蒙·桑总统任命他为侍从官，并授予他将军军衔至1902年。1908年他发动军事政变推翻总统皮埃尔·诺尔·阿列克西，自任总统。
为了安抚民心，西蒙允许了流亡的海地人返回。这为他任职初期的稳定奠定了基础。他不断努力提高农业产量。他还曾经计划邀请美国修建贯穿海地南北的铁路。为此，需要与美国公司签订数项合同，包括所谓的“麦克唐纳合同”（MacDonald Contract），该合同是在太子港和海地角之间修建铁路的合同。这些谈判中都包含了海地美国糖业公司的蔗糖和香蕉的种植和出口计划。但是，这些合同的准备不充分，导致海地国内的知识分子和政治家都提出了批评。
在德国人行贿35万美元后，西蒙不再让美国修建铁路，导致工程延期。工人们就在辛辛纳提·勒孔特的领导下推翻了他。
西蒙只好流亡到牙买加，数年后归国，直到1923年在出生地莱凯逝世。现今莱凯的飞机场以他的名字命名。